# Project Zomboid
Project Zomboid ist ein isometrisches Open-World-Videospiel, das seit 2010 vom britischen und kanadischen Independent-Entwickler The Indie Stone entwickelt wird. Das Spiel spielt in der postapokalyptischen, zombieverseuchten Sperrzone des fiktiven Knox Country (früher Knox County), Kentucky, USA, wo der Spieler so lange wie möglich überleben muss, bevor er unvermeidlich stirbt. Es war eines der ersten fünf Spiele, die im Alpha-Finanzierungsbereich des Spieleportals Desura veröffentlicht wurden.
Im Jahr 2011 mussten The Indie Stone einen herben Rückschlag in der Indie-Gaming-Community hinnehmen, nachdem zwei Laptops mit dem Code des Spiels gestohlen worden waren. Seitdem ist Project Zomboid auf Steam Early Access erschienen und wird bis heute weiter entwickelt. Project Zomboid ist das erste kommerziell veröffentlichte Spiel von The Indie Stone. Die aktuellste stabile Version ist Build 41, die im Dezember 2021 veröffentlicht wurde. Sie enthält überarbeitete Animationen und eine Überholung der Kampfmechanik, neue Audio- und Musikdateien, die Stadt Louisville, Kentucky, und einen überarbeiteten Mehrspielermodus von Entwickler General Arcade.

## Handlung
Die Handlung von Project Zomboid dreht sich um das „Knox-Ereignis“, über das Spieler über Radiosendungen und Fernsehkanäle im Spiel erfahren. Die Ursache und der Ursprung der „Knox-Infektion“ bleiben ein Rätsel, wobei im spielinternen Radiosender „KnoxTalk“ über verschiedene Möglichkeiten spekulieren, darunter eine Prionenkrankheit, ein Akt Gottes oder Bioterrorismus. Es ist bekannt, dass die Infektion durch Kontakt mit Speichel, Blut und eventuell durch Wassertröpfchen in der Luft übertragen wird; wobei die letztgenannte Art der Übertragung nicht im Spiel vorkommt. Eine Infektion verursacht zunächst hohes Fieber, gefolgt von zunehmenden Angstgefühlen und Übelkeit, die sich immer weiter intensivieren und schließlich zum Tod führen. Es gibt keine Heilung für die Knox-Infektion und sie verläuft immer tödlich.
Das Spiel beginnt am 9. Juli 1993, etwa drei Tage nachdem das US-Militär eine Blockade um die infizierten Gebiete Muldraugh, Riverside, West Point und Rosewood errichtet hat, die als Knox-Evakuierung bezeichnet wird. General der US-Armee John McGrew, der die Eindämmungsmaßnahmen innerhalb der Knox-Sperrzone überwacht, gibt eine Erklärung ab, in der er die Öffentlichkeit auffordert, Ruhe zu bewahren, und versichert, dass es innerhalb der Sperrzone keine Todesfälle gegeben hat.
Am 11. Juli verhängt die Weltgesundheitsorganisation ein Flugverbot für alle nicht lebensnotwendigen internationalen Flüge, um die weltweite Ausbreitung der Infektion zu verhindern. In verschiedenen amerikanischen Städten kommt es zu Unruhen, und in New York City und Miami werden Ausgangssperren verhängt, nachdem es in diesen Gebieten eine Reihe von Toten und Verletzten gegeben hat. Am nächsten Tag wird den Medien ein Bild aus West Point zugespielt, das einen einarmigen, blutüberströmten Mann zeigt, der zwischen Leichen steht, was Angst und Panik verbreitet. Am 13. Juli berichten die Medien in Interviews mit Überlebenden, die aus der militärischen Gefangenschaft in der Sperrzone entlassen wurden, dass die Infizierten die Lebenden „jagen“ und die Infektion durch Bisse verbreiten.
General John McGrew gibt am 14. Juli eine Erklärung ab, in der er versichert, dass „Amerika sicher ist“, während er die Einzelheiten des Knox-Ereignisses erläutert und bestätigt, dass die Infektion durch direkten Flüssigkeitskontakt, Kratzer und andere „unamerikanische“ Gewaltakte übertragen wird. Das zunehmende Chaos in der Sperrzone führt schließlich zu einem Bruch der Militärblockade, was zum vollständigen Rückzug des Militärs führt. Zu diesem Zeitpunkt wird Louisville kanonisch infiziert (obwohl der Spieler Louisville vor dem Bruch besuchen kann und es infiziert vorfindet). Am 15. Juli werden die ersten Berichte über Personen, die an der Knox-Infektion erkrankt sind, ohne gebissen worden zu sein, von den Medien bestätigt. Während sich die Sperrzone ausweitet, wird die Übertragung des Virus über die Luft deutlich. In einem verzweifelten Versuch, die Ausbreitung einzudämmen, sprengt das US-Militär am 16. Juli die Brücken über den Ohio River, tötet Hunderte von fliehenden Zivilisten und schließt Überlebende und Zombies in Knox Country ein.
Am 17. Juli wird das hochansteckende Virus in Cincinnati, Mogadischu, Seoul, Okinawa und mehreren Städten Englands bestätigt. In einer letzten Sendung wendet sich General John McGrew an die Personen, die von der zweiten Welle des Knox-Ereignisses nicht betroffen sind, und fordert sie auf, extreme Maßnahmen für ihr Überleben zu ergreifen. Er bestätigt, dass diese immunen Personen sich zwar nicht auf natürlichem Wege mit der Krankheit anstecken können, dass sie aber weiterhin für eine Infektion durch Flüssigkeitskontakt, insbesondere durch Bisse, anfällig sind. McGrew befiehlt den Überlebenden, sich zu verteidigen, und betont, wie wichtig ihr Überleben für den Fortbestand der Menschheit ist. Der General beendet seine Botschaft, indem er den Überlebenden versichert, dass sie nicht vergessen wurden, und Rettung und Unterstützung verspricht. In der Folge stellen die meisten Radio- und Fernsehsender am 18. Juli ihren Betrieb ein, was das Ende der Welt anzeigt.

## Spielprinzip
In Project Zomboid versucht der Spieler, so lange wie möglich in einem apokalyptischen und von Zombies verseuchten Gebiet rund um die Stadt Louisville, Kentucky, zu überleben, – bekannt als „Knox Country“ – das von der Regierung unter Quarantäne gestellt worden ist. Der Spieler kann das Aussehen, den Beruf und die Eigenschaften seines Charakters auswählen, bevor er in einer der vier Startstädte spawnen kann. Der gewählte Beruf beeinflusst auch, wo genau der Charakter spawnen wird (z. B. hat ein Feuerwehrmann eine höhere Chance, in einer Feuerwache zu spawnen, wenn die gewählte Stadt eine hat). Der Spieler muss nicht nur den Zombies ausweichen, sondern auch seine persönlichen Bedürfnisse (wie Hunger, Stress, Müdigkeit und Langeweile) kontrollieren, um am Leben zu bleiben, indem er sich ausruht, Vorräte sammelt und Überlebenstechniken anwendet. Der Spieler kann seine Fähigkeiten durch Aktivitäten und das Lesen von Büchern und Magazinen verbessern. Das Spiel verwendet die traditionellen, sich langsam bewegenden Zombies im Romero-Stil, obwohl bestimmte Zombies schneller sind als andere, und der Sandbox-Modus enthält eine Einstellung für „Sprinter“-Zombies im Stil von 28 Days Later.
Das Spiel bietet eine Reihe von voreingestellten Schwierigkeitsmodi sowie einen Sandbox-Modus, der es dem Spieler ermöglicht, Spieleinstellungen wie die Zombiepopulation, die Übertragbarkeit des Virus und die Seltenheit von Items anzupassen. Darüber hinaus bietet das Spiel eine Reihe fester „Herausforderungsszenarien“, von denen einige auf separaten, kleineren Karten spielen und/oder einzigartige Gameplay-Elemente enthalten, wie einen endlosen Wintersturm oder eine Zombiehorde, die den Spieler nach einem Tag im Spiel verfolgt.
„Knox Country“ – die spielbare Region in Project Zomboid – orientiert sich stark an der Metropolregion Louisville. Die Städte Muldraugh, West Point und Louisville sind neben anderen fiktiven Orten wie Riverside in der Spielwelt frei nachgebildet. Die Welt wird mit fortschreitender Zeit immer trostloser und verfallener, wobei Wasser- und Stromnetze innerhalb eines Monats abgeschaltet werden, gefolgt von Erosion und Überwucherung der Strukturen in der Region. Das Spiel verfügt auch über ein detailliertes Klimasystem, das die feucht-subtropischen Wettermuster der Region nachbildet; Kalt- und Warmfronten bilden und verschieben sich und verursachen eine Vielzahl von Wetterereignissen, von warmen Sonnentagen bis hin zu schweren Tropenstürmen. Auch die Jahreszeiten ändern sich im Laufe der Zeit, sodass die Wahl der richtigen Ausrüstung für die aktuelle Jahreszeit und das Wetter ein wichtiger Faktor für das Überleben ist.
Mit Mods lässt sich das Spiel über die mitgelieferten Konfigurationsmöglichkeiten hinaus anpassen. Die im Steam Workshop von Dritten angebotenen Zusatzprogramme verändern die Benutzeroberfläche, überarbeiten Spielmechaniken oder ergänzen Inhalte, wie neue Spielumgebungen.

## Entwicklung
| 2011 | 0.0.0                              |
| 2011 | Pre-Alpha                          |
| 2012 | 0.2.0                              |
| 2012 | Experimental Combat Build          |
| 2013 | Build 1                            |
| 2013 | Build 11: „Steam Release“          |
| 2013 | Build 14                           |
| 2013 | Build 19                           |
| 2013 | Build 20                           |
| 2013 | Build 21                           |
| 2013 | Build 23                           |
| 2015 | Build 31                           |
| 2015 | Build 32: „Spiffo’s Workshop“      |
| 2016 | Build 33                           |
| 2016 | Build 34                           |
| 2016 | Build 35                           |
| 2017 | Build 36                           |
| 2017 | Build 37                           |
| 2017 | Build 38: „The Pre-Vehicles Build“ |
| 2018 | Build 39: „The Vehicles Build“     |
| 2018 | Build 40: „The Weather Build“      |
| 2021 | Build 41: „Animation Overhaul“     |
| 2024 | Build 42                           |

Das ursprünglich vierköpfige Team des unabhängigen britischen Entwicklerstudios The Indie Stone aus den Programmierern Chris Simpson und Nick Cowen sowie Grafikerin Marina Siu-Chong und Grafiker Andy Hodgetts arbeitete zuvor unter anderem an Mods für Die Sims 3 und Civilization V. Die Arbeit an ihrem ersten kommerziellen Projekt Project Zomboid begann 2010. Als Inspiration dienten George Romeros Horrorfilm Zombie (1978) und Max Brooks’ Buch Der Zombie Survival Guide (2003). Im Gegensatz zu den bis dahin beliebten Zombie-Spielen, wie Left 4 Dead, verfolgte Project Zomboid von Anfang an einen simulativeren Ansatz, „bei dem es um tatsächliche Probleme geht, mit denen ein echter Mensch im Falle einer Zombie-Apokalypse konfrontiert wäre“, so einer der Entwickler. Diese Perspektive sei in Computerspielen zuvor noch nicht ausreichend aufgegriffen worden.
Als 2011 in die Wohnung zweier Entwickler eingebrochen und dabei die einzigen beiden Laptops mit dem aktuellen Programmcode gestohlen wurden, drohte dem Projekt die Einstellung. Das Spiel gehörte zu den ersten zehn, die im September 2012 über Steam Greenlight über Stimmen der Spielergemeinde auf die Verkaufsplattform aufgenommen wurden. Über ein Jahr später, am 8. November 2013, erschien die erste Version via Steams Early-Access-Programm mit Unterstützung für Mods aus dem Steam Workshop. Damit einher ging eine Preiserhöhung von 5 auf 10 GBP je Spiellizenz. Zuvor war das Spiel über die Website des Entwicklers erhältlich. Seit Anfang 2016 wird Project Zomboid auch via GOG.com vertrieben. Für die Ende 2021 veröffentlichte Version 41 wurde der Mehrspielermodus zusammen mit Entwickler General Arcade neu implementiert.
Die Umsetzung sei ein Kompromiss aus Spieltiefe und grafischer Ansehnlichkeit. Während viele Titel entweder aufwendige 3D-Visualisierungen auf Kosten von Komplexität und technischer Wartbarkeit bevorzugen oder aber eine große Spieltiefe bei minimalistischer oder gar keiner grafischen Ausgestaltung böten, wie klassische Text-Adventures, wollte man mit Project Zomboid von Anfang an einen Mittelweg einschlagen und eine zunächst größtmögliche Spieltiefe mit zweckmäßiger Grafik erreichen, um anschließend Grafik und Benutzeroberfläche auf dieser Grundlage weiter herauszuarbeiten.
Die letzte umfangreichere Aktualisierung ist mit Build 42 im Dezember 2024 erschienen.

## Rezeption
Project Zomboid erinnere optisch an eine Lebenssimulation wie Die Sims. Erträge aus den anhaltend hohen Verkaufszahlen wurden merklich reinvestiert. Die Rollenspielelemente seien teils absurd detailliert, passten aber gut zu der offenen Spielwelt. Mehrere Schwierigkeitsgrade, ein flexibler Kreativmodus und zahlreiche Mods von der Gemeinschaft sorgten für ungewöhnlich viel Abwechslung. Die Komplexität und Kleinteiligkeit der Simulation setze es von anderen Survival-Spielen ab. Es sei inhaltlich ähnlich zu Cataclysm: Dark Days Ahead. Es sei ewig im Early-Access und dennoch ausgereift. Anders als übliche Logik von Computerspielen degradiere es die Gegner nicht zu reinem Kanonenfutter. Die mit Version 41 veröffentlichte Aktualisierung entspräche einem Remaster des Spiels. Es eigne sich perfekt für Twitch-Streams im Let’s-Play-Format. Die Grafik sei dabei zweckmäßig. Das Spiel überzeuge vor allem über sein Gameplay insbesondere im kooperativen Mehrspielermodus. Die allein aus dem Spielgeschehen heraus entstehende organische Erzählweise sei brillant und suche ihresgleichen.
Die meisten Verkäufe bis 2022 stammen aus den USA (26 %), China und Russland (je 12 %), gefolgt von Brasilien, dem Vereinigten Königreich und Kanada. Auf die Veröffentlichung des überarbeiteten Mehrspielermodus Ende 2021 folgte ein Rekord von 65.505 gleichzeitigen Spielern der Steam-Version und ein Vielfaches der üblichen Verkaufszahlen. Im Januar 2022 belegte Project Zomboid den 7. Platz der Verkaufscharts bei Steam.